# Дерфлингер (линеен крайцер, 1913)
Вижте пояснителната страница за други значения на Дерфлингер.
Дерфлингер (на немски: SMS Derfflinger) е линеен крайцер на Германския императорски военноморски флот от Първата световна война. Главен кораб на едноименната серия крайцери.
Кръстен е в чест на фелдмаршал Георг фон Дерфлингер.

## История на службата
Корабът е готов за изпитания към 1 септември 1914 г. Още през пролетта заводски екипаж го превежда от Хамбург в Кил през Скагерак. Преди обявяването на войната, от 27 до 30 юли, още не напълно готовия „Дерфлингер“ е включен в системата на защитата на Килския залив. Изпитанията се водят по ускорена програма, и той влиза в строй през октомври 1914 и е включен в състава на 1-ва разузнавателна група, където освен него влизат линейните крайцери „Фон дер Тан“, „Молтке“ и „Зайдлиц“. Обаче поради проблеми с турбините и необходимите доработки първия боен поход на „Дерфлингере“ се състои едва на 20 ноември 1914 г.
15 – 17 декември „Дерфлингер“, с другите кораби на 1-ва разузнавателна група, прикрива поставянето на мини от крайцера „Колберг“ и участва в състава на 1-ва разузнавателна група в обстрела над Скарбъроу и станцията на бреговата служба в Уитби. „Дерфлингер“ и „Фон дер Тан“ обстрелват порта на Скарбъроу. На 24 януари 1915 г. „Дерфлингер“ участва в сражението при Догер банк, плавайки под номер 3 в строя на бойната линия. Обстрелвайки на смени „Лайън“, „Тайгър“ и „Принцес Роял“, в течение на боя „Дерфлингер“ изстрелва 310 305-мм снаряда, постигайки 5 – 6 попадения. Съвместно с „Молтке“ и „Зайдлиц“ нанася тежки повреди на флагманския „Лайън“, които водят до излизането му от боя и загубата на ход. Самият „Дерфлингер“ получава попадение от един 343-мм снаряд в бронирания пояс и два близки разрива.
Загуби сред екипажа няма, и след 20 дневен ремонт, на 16 февруари, крайцерът е готов за продължаването на бойните действия. Участва в набезите на германския флот над британското крайбрежие през март, април и май 1915 г. На 28 юни се случва сериозна повреда на носовата турбина, и „Дерфлингер“ един месец се ремонтира, връщайки се в Северно море на 31 август 1915 г. На 6 – 7 март 1916 г. участва в обстрела на Хуфден, а на 24 април 1916 г. – на Ярмът.
На 31 май – 1 юни взема участие в Ютландското сражение, плавайки в бойната линия на германските линейни крайцери под втори номер, след флагманския „Лютцов“. По време на боя „Дерфлингер“ понякога стреля на всеки 20 – 25 секунди, изстрелвайки 385 305-мм снаряда и постигайки минимум 16 попадения. От тях шест – в „Принцес Роял“, три – в „Куин Мери“, четири – в „Баръм“ и три – в „Инвинсибъл“. С 11 залпа „Дерфлингер“ потопява линейният крайцер „Куин Мери“, който излита във въздуха в 16:26. В 18:30 след попадения на „Дерфлингер“ и „Лютцов“, в резултат на взрив на боезапаса, потъва „Инвинсибъл“.
Самият крайцер получава 21 попадения от снаряди голям калибър и 9 попадения от снаряди среден калибър. По време на първата фаза на боя с британските линейни крайцери „Дерфлингер“ не получава повреди. Във втората фаза – боят на авангардите или „спринтът на север“ – при преследването на ескадрата на Дейвид Бийти, крайцерът получава пет попадения от линкорите на 5-та ескадра, от дистанция над 100 кабелтови, сам без да има възможност да отговори поради малката далечина на стрелба на неговите оръдия. По-голямата част от попаденията (от 8-мо до 20-то) крайцерът получава след 20:12, прикривайки оттеглянето на Флота на откритото море и водейки престрелка с линкорите на Гранд Флийт. За известно време крайцерът даже трябва да спре, за да отреже увисналите повредени противоминни мрежи, за да не се намотаят те по винтовете (на британските кораби те са свалени още в началото на войната, а на германските – след Ютландския бой). В резултат на попаденията към края на боя корабът приема около 3400 тона задбордна вода, кули „С“ и „Д“ изгарят практически с всички намиращи се в тях, а общите загуби съставят 157 убити и 26 ранени. За упорството си в боя крайцерът получава от англичаните прякора „Желязното куче“ (на английски: „Iron Dog“).
Ремонтът, по време на който крайцерът получава тринога мачта и увеличени ъгли на стрелба за оръдията на главния калибър, продължава до 15 октомври. В края на ноември, след бойна подготовка в Балтийско море, „Дерфлингер“ се връща в строя на флота. През останалото до края на Първата световна война време крайцерът не се отличава с нищо особено, занимавайки се със стражева охрана и прикритие на минирания, излизащите подводници и леките сили на флота.
След сключването на примирието корабът е интерниран, на 24 ноември 1918 г., заедно с целия Флот на откритото море в Скапа Флоу на Оркнейските острови. На 21 юни 1919 г. там той е и потопен от собствения си екипаж. „Дерфлингер“, лежащ на дълбочина 30 м нагоре с кила, е един от последните извадени кораби, през 1938 г. Поради войната разкомплектоването на кораба за метал започва едва през 1946 г. Работите по крайцера продължават 15 месеца. Английската фирма, разкомплектоваща кораба за скрап, впоследствие предава на морското аташе на ФРГ извадената корабна камбана и служебния печат. Тези експонати са доставени от учебната фрегата на Бундесмарине „Шеер“ в Германия на 30 август 1965 г.

## Коментари
1. ↑  Акронимът „SMS“ – е от на немски: Seiner Majestat Schiff – Кораб на Негово Величество.
2. ↑  В официалната немска класификация от онова време няма понятието „линеен крайцер“ (на немски: Schlachtkreuzer), и те, заедно с броненосните крайцери са класифицирани като „голям крайцер“ (на немски: Großer Kreuzer).